# Norr-Björken
Norr-Björken är en sjö i Sundsvalls kommun i Medelpad och ingår i Ljungans huvudavrinningsområde. Sjön är 12,9 meter djup, har en yta på 0,917 kvadratkilometer och befinner sig 63,3 meter över havet. Sjön avvattnas av vattendraget Stångån. Vid provfiske har bland annat abborre, braxen, gers och gädda fångats i sjön.

## Delavrinningsområde
Norr-Björken ingår i det delavrinningsområde (690032-157647) som SMHI kallar för Utloppet av Norr-Björken. Medelhöjden är 80 meter över havet och ytan är 3,15 kvadratkilometer. Räknas de 12 avrinningsområdena uppströms in blir den ackumulerade arean 124,65 kvadratkilometer. Stångån som avvattnar avrinningsområdet har biflödesordning 2, vilket innebär att vattnet flödar genom totalt 2 vattendrag innan det når havet efter 17 kilometer. Avrinningsområdet består mestadels av skog (51 procent) och jordbruk (11 procent). Avrinningsområdet har 0,86 kvadratkilometer vattenytor vilket ger det en sjöprocent på 27,4 procent.

## Fisk
Vid provfiske har följande fisk fångats i sjön:
- Abborre
- Braxen
- Gärs
- Gädda
- Gös
- Lake
- Löja
- Mört
- Nors